# Jaime Santiesteban Garcini
Jaime Santistéban Garcini (nacido en Manzanillo, Cuba, en fecha desconocida, y fallecido por causas naturales en la misma ciudad, en 1897) fue un militar y terrateniente cubano del siglo XIX.

## Orígenes y primeros años
Jaime Santiestéban Garcini nació en la importante ciudad de Manzanillo, Cuba, en una fecha hasta hoy desconocida. Procedía de una familia adinerada de terratenientes. 
Desde joven, se involucró en las conspiraciones independentistas que pretendían separar a Cuba de España. 
En 1867, pasó a formar parte de la “Comisión Ejecutiva de la Junta Revolucionaria de Manzanillo”, a la que también pertenecía Carlos Manuel de Céspedes. 
En representación de Céspedes, Jaime asistió a la reunión del Mijial. En dicha reunión, se tomó el acuerdo de iniciar la guerra el 14 de octubre. Inconforme Céspedes con lo acordado, se encuentra con miembros de las delegaciones de Bayamo, Holguín, Las Tunas y Manzanillo el 7 de octubre en el ingenio El Rosario, propiedad de Santiesteban.

## Guerra de los Diez Años
Sin embargo, el 10 de octubre de 1868, ocurrió el Grito de Yara, el estallido de la Guerra de los Diez Años (1868-1878), primera guerra por la independencia de Cuba. 
Céspedes adelantó el inicio de la guerra, pues su sobrino Ismael de Céspedes, le avisó de que las autoridades coloniales españolas tenían órdenes de arrestarlo a él y a otros conspiradores. Por dicha razón, la guerra tuvo que empezar antes de lo planeado. 
En los primeros días de la guerra, Céspedes nombró a Jaime Jefe de las fuerzas de su natal Manzanillo, con grados de Teniente general. Jaime fue uno de los doce hombres que quedaron junto a Céspedes, tras el fracaso del ataque a Yara. 
Tomó parte en la Toma de Bayamo, en octubre de 1868. Tras celebrarse la Asamblea de Guáimaro, en abril de 1869, se produjo una reestructuración del Ejército Libertador cubano y el grado de Jaime fue rectificado al de General de Brigada (Brigadier). 
En la medida que la guerra iba decayendo, a mediados de la década de 1870, el descontento y la desmoralización iban desgastando a las fuerzas cubanas. En dicho contexto, ocurrió la Sedición de Lagunas de Varona, en 1875, encabezada por el Mayor general Vicente García González. El Brigadier Jaime Santiestéban se sumó a dicha sedición.

## Traición y condena a muerte
Hacia el año 1877, se hacían evidentes el desorden y la indisciplina entre las tropas cubanas, además del convencimiento de muchos de que la guerra estaba perdida para los cubanos. 
A finales de septiembre de ese año, el Brigadier Santiestéban fue arrestado, junto a otros oficiales cubanos, acusados de llevar a cabo gestiones de paz sin independencia con las autoridades españolas. 
Cabe destacar, que por aquel entonces, las negociaciones de paz sin independencia estaban prohibidas, bajo pena de muerte, por el Decreto Spotorno de 1875. A consecuencia de dicho decreto, Jaime y los demás acusados, fueron condenados a pena de muerte por un tribunal militar mambí.

## Fuga y años finales
Sin embargo, Jaime y algunos de sus compañeros de infortunio, lograron fugarse antes de que se cumpliera la condena, sobornando al centinela, que huyó con ellos. Varios días más tarde, se presentaron ante las autoridades coloniales españolas, deponiendo las armas. 
Tras el fin de la guerra, en 1878, Jaime Santiestéban se radicó en su ciudad natal, donde falleció de causas naturales en 1897. 